# الهندوسية والسيخية

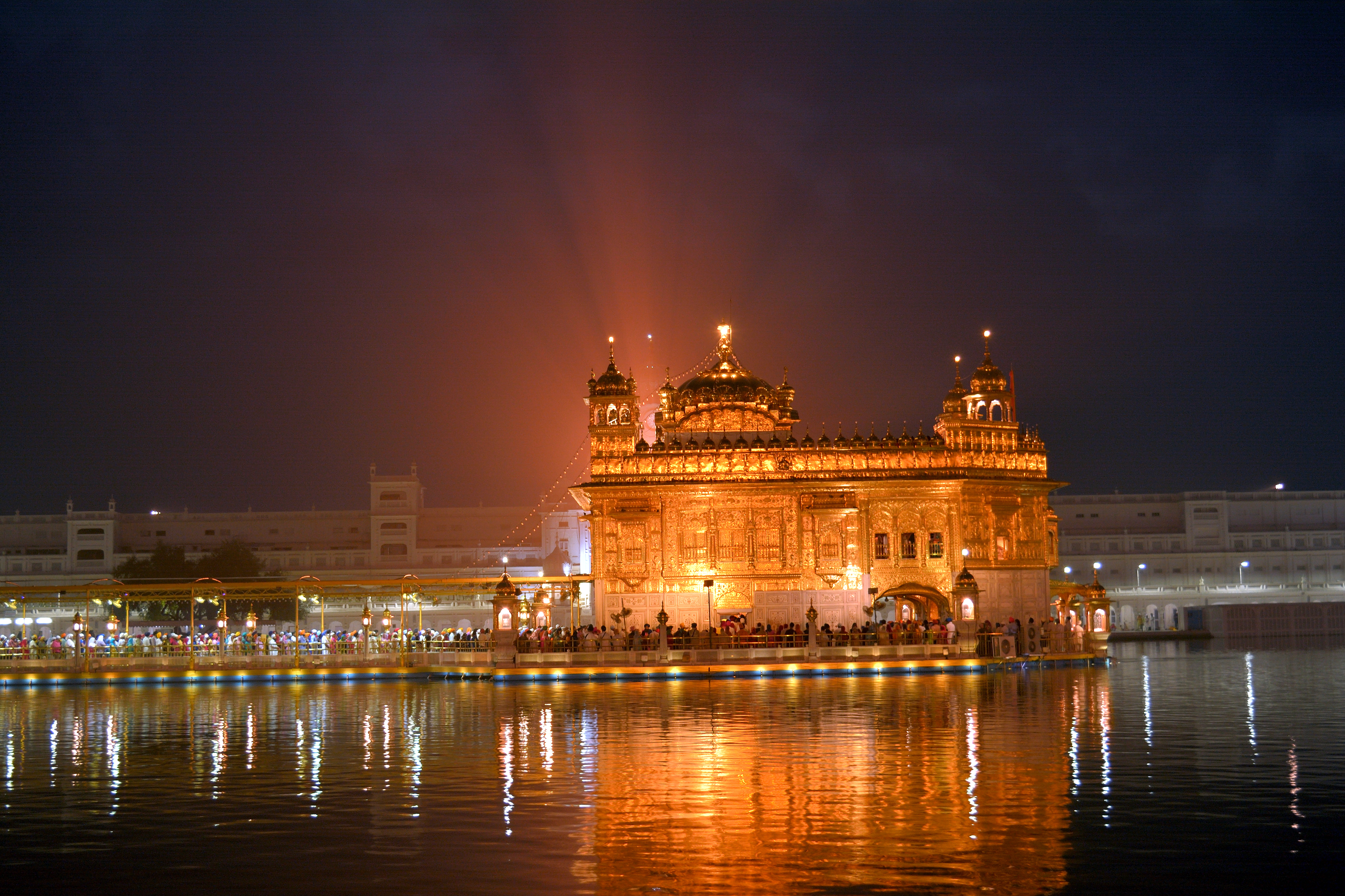

الهندوسية والسيخية هما ديانتان هنديتان نشأتا في شبه القارة الهندية. تُعتبر الهندوسية ديانة أقدم، بينما نشأت السيخية في القرن الخامس عشر على يد الغورو ناناك.
تتشارك الديانتان بالكثير من المبادئ الفلسفية، مثل الكارما والدارما والموكشا والمايا والسامسارا.

## تاريخ أوجه التشابه والاختلاف
يعتقد معظم المؤرخين أن الهندوسية نشأت في فترة تمتد تقريبًا بين العامين 2300 قبل الميلاد و1500 قبل الميلاد، في وادي إندوس قرب باكستان اليوم. لكن الكثير من الهندوس يدعون أن ديانتهم أبدية ووُجدت منذ البداية. على عكس الديانات الأخرى، لم تنشأ الهندوسية على يد فرد واحد، إنما هي مزيجٌ من المعتقدات المتنوعة.
يقول المؤرخون إن أصول السيخية تأثرت بالنيرغون (لا يتجسد الإله بهيئة ما) وليس الساغون (وتعني تجسد الإله بهيئة ما) في فهم طبيعة الإله وفقًا للحركة البهاكتية في الهند خلال العصور الوسطى. تعود جذور السيخية إلى السانتات (رجال دين) في شمال الهند، ونمت الأيديولوجيا الخاصة بهؤلاء لتشكل الحركة البهاكتية. بالإضافة لذلك، «تتخلل الميثولوجيا الهندية شريعة السيخ المقدسة، وكتاب غورو غرانث صاحب، وتضيف فارقًا صغيرًا وجوهرًا للعالم الرمزي المقدس للسيخ اليوم، وحتى لدى أسلافهم القدامى».

### دراسة الأيقونات
العبارة التصويرية إك أونكار، والتي تُمثل بـ ੴ في كتاب غورو غرانث صاحب (بينما تُكتب أحياناً بشكل كامل ਓਅੰਕਾਰ) هي عبارة تعني «هناك إله واحد». العبارة هي تعبير عن وحدانية الإله.
يعتقد بعض الهندوس أن أونكار (ੴ) في السيخية مرتبطة بـ أوم (ॐ) في الهندوسية. يختلف بعض السيخ فيما بينهم بهذا الخصوص، ويدعون أن إك أونكار ليست أوم. أونكار، وفقًا لأقوال وازير سينغ، هي «كتابة مختلفة لأوم من النصوص الهندية القديمة (بتغيير بسيط في قواعد الإملاء والتهجئة)، وهي بالتالي النواة التي تتطور تزامنًا مع نمو الكون». يقول غولاتي أن «إك» تعني واحد، بينما أونكار «مكافئة لأوم الهندوسية».

على أي حال، هناك اختلاف بين الكلمتين مثلما يدعي السيخ لأن أونكار تشير إلى الإله الأصلي.
عبارة «إك أونكار» هي الآيات الافتتاحية لصلاة الصباح (جاب جي) الخاصة بالغورو ناناك، بالإضافة إلى ملايين الإشارات الأخرى لـ إكانكار (إك أونكار ੴ, ਇਕ ਓਅੰਕਾਰ) الموجودة في النصوص السيخية لكتاب غورو غرانث صاحب. إك أونكار هي العبارة الأولى أيضًا في المول مانترا، والعبارة الأولى في صلاة الصباح للغورو ناناك الموجودة في كتاب غورو غرانث (النصوص السيخية أو أدي غرانث).

### الغورو تيغ بهادر
أثناء فترة إمبراطورية مغول الهند، جاء في التقاليد والثقافة الهندوسية والسيخية أن السيخ ساهموا في حماية الهندوس من الاضطهاد الإسلامي، ما أدى إلى استشهاد الغورو الخاص بهم. يدعي المؤرخون السيخ، على سبيل المثال، أن الحركة السيخية نمت بسرعة في شمال غرب الهند، وأن الغورو تيغ بهادر شجّع السيخ علانية على «عدم الخوف في سعيهم وراء مجتمع عادل: فمن لا يخيف أحدًا ولا يخاف من أحد هو رجل حكمة عظيمة»، جاءت تلك العبارة في كتاب أدي غرانث عام 1427. وبينما لمع نجم وتأثير الغورو تيغ بهادر، أعاد سلطان مغول الهند أورنكزيب فرض الجزية على غير المسلمين.
وفقًا للسجلات المكتوبة بيد ابنه غورو غوبيند سينغ، فالغورو تيغ بهادر قاوم الاضطهاد وتبنى هندوس كاشمير ووعدهم بتوفير الحماية لهم. استُدعي الغورو إلى دلهي من طرف أورنكزيب، وعندما وصل مع زملائه، عرض عليه أورنكزيب «ترك دينه والتحوّل إلى الإسلام». رفض الغورو تيغ بهادر وزملاؤه، فاعتُقلوا وعذبوا لأسابيع عديدة. أُعدم الغورو بقطع الرأس أمام العامة.

## الاختلافات

### مبدأ الإله
تقسّم الهندوسية الناس ضمن 4 مجموعات، وهي البراهمة وكشاتريا وفايش وشودرا. لكن المصطلحين فارنا (الفارنا هو التصنيف الديني على أساس المهنة) وياتي (الطبقية) مبدآن مختلفان تمامًا. تشير يأتي إلى آلاف مجتمعات زواج الأقارب التي تنتشر عبر شبه القارة الهندية. بالإمكان أيضًا تقسيم الياتي إلى مجموعات زواج الأباعد لكن من نفس العشيرة (غوترا). لا يتحدث المؤلفون القدامى عن أشياء كثير باستثناء الفارنات، حتى العلماء المختصين بالشؤون الهندية قد لا يستطيعون التفريق بين المصطلحين.
في المقابل، تتعامل السيخية مع جميع البشر بشكل متكافئ، وأوجدت أنظمة مثل لنغار (مطبخ للمجتمع يُقدم فيه طعام مجاني) وبانغات (تقديم الطعام من طرف متطوعين لجميع الحاضرين من مختلف الأديان) من أجل تعزيز المساواة بين البشر في الحياة اليومية. عندما يبدأ المرء مرحلة الخالصة (أو التعميد السيخي)، يصبح المرء غير منتميًا لأي طبقة. لكن ذلك لا يعني أن التسلسلية الطبقية داخل أتباع السيخية غير موجودة. فالتسلسلية الطبقية هي واقع اجتماعي داخل شبه القارة الهندية بصرف النظر عن الميول الدينية.

## عبادة المعبود
تنبذ السيخية عبادة الإله (أو المعبود).
تقبل الهندوسية العبادة التي تسهلها الصور أو الأيقونات (مورتي)، تحديداً في تقاليد الأغاما، مثل الفيشنوية والشيفاوية. يدعي بعض المعلمين أن من الخطأ اعتبار الهندوس عبدة للآلهة، والصحيح أن عبادة الإله بالنسبة للبعض وسيلة لتركيز أفكارهم، بينما يكون الإله بالنسبة للبعض بمثابة تجسد للروحانية الموجودة في كل مكان، بينما يكون الإله بالنسبة للبعض مجرد لينغا (أداة تجسد الإلهة شيفا) أو مجرد شروق للشمس أو نهر أو زهرة، جميعها تلبي نفس الغرض. تُدعى معابد الهندوس بـ ماندير، بينما تُدعى معابد السيخ بغوردوارا. يُعتبر المعبد الذهبي (أو هارماندير صاحب) أشهر معبد سيخي.

### الكتب المقدسة
يؤمن الهندوس أن نصوص الفيدا ذات أصل إلهي، وهذا ما يشير إليه المصطلح شروتي (معناه «ما يُسمع»). يؤمن الهندوس أن العالم (وليس الكون) أبدي، ولم يُخلق بل سيستمر بالوجود، وينطبق هذا أيضًا على الفيدا من منظور هندوسي. الفيدا هي المعرفة الإلهية الخالدة والتي «تُسمع» من طرف البشر وليست من تفويض بشري. تندرج الفيدا في حياة الهندوس، لكن الكثير منهم لم يقرؤوا الفيدا. تسرد أناشيد الفيدا في الصلوات الهندوسية والمناسبات الدينية والمناسبات المباركة الأخرى.
يقبل السيخ بكتاب غورو غرانث صاحب جي باعتباره كتابهم الديني، ولا تقبل السيخية سوى بالكتب الدينية والشهادات التاريخية التي تتوافق مع كتاب غورو غرانث صاحب جي. هذه تعاليم الغورو:
قراءة الكتب والنصوص، يا إخوتي في القدر، لا يخفف قلق الفؤاد
كتاب غورو غرانث صاحب، الصفحات 727–7
قد يقرأ المرء كلّ كتب الفيدا والإنجيل والسيمريتيس والشاسترا، لكنها لن تجلب الانعتاق للمرء.
كتاب غورو غرانث صاحب، الصفحات 747–18

### مذهب الخلاص
يُدعى مذهب الخلاص السيخي بـ (موكشا)، ويشير إلى التحرر أو الانعتاق الروحي. توصف الموكشا في السيخية بصفتها الحالة التي يكسر فيها المرء دورة إعادة الخلق. وفقًا للسيخية، يوضح سينغا أن المرء يكسب هذه الحالة عبر «بركة الرب». في تعاليم الكتاب السيخي غورو غرانث صاحب، يُعتبر تكريس النفس للإله أشد أهمية من رغبة المرء بالوصول إلى الموكشا.
لا أسعى وراء السلطة الأرضية ولا الانعتاق. لا أسعى سوى إلى رؤية الرب.
براهمة، شيفا، سيده والحكماء الصامتون وإندرا – أسعى وراء البصيرة المباركة للرب والمعلم دارشان.
جئت إلى بابك عاجزًا، أيها السيد المعلم، أنا مرهق – أسعى وراء خلاص الكهنة.
مثلما يقول ناناك، لقد قابلت إلهي الفاتن، فلطف عقلي وأثلجه – وهكذا أزهر فرحًا.
كتاب غورو غرانث صاحب في الصفحة 534